# Юрдинген 05
Юрдинген 05 е германски футболен клуб от Крефелд, Северен Рейн-Вестфалия. През сезон 2019 – 2020 той играе в Трета лига на немския футбол. В края на сезон 2017 – 2018 клубът печели промоция в Трета лига, побеждавайки Манхайм на финала на плейофа.

## Български футболисти
- Златко Янков: 1995/96 - (15 мача - 1 гол)
- Илия Груев: 2004/05 - (30 мача - 5 гола)
- Стефан Велков: 2020/21 - (5 мача - 0 гола)